# Great Lake (Tasmanien)
Der Great Lake ist ein See im Zentrum des australischen Bundesstaat Tasmanien.
Er befindet sich in den spärlich besiedelten Central Highlands und ist nach dem Lake Pedder der zweitgrößte Süßwassersee Australiens. Der See war ursprünglich viel kleiner; durch den Bau eines Dammes am südlichen Abfluss, dem Shannon River, erreichte er seine heutige Größe.
Neben der Elektrizitätsgewinnung dient der See dem Fischfang, darüber hinaus ist der Tourismus in der Region eine Einnahmequelle. An seinen Süd- und Westufern entlang verläuft der Lake Highway (A5).